# NRXN3
NRXN3‏ (Neurexin 3) هوَ بروتين يُشَفر بواسطة جين NRXN3 في الإنسان.